# Andy Phillip
Andrew Michael Phillip (* 7. März 1922 in Granite City, Illinois; † 29. April 2001 in Rancho Mirage, Kalifornien) war ein US-amerikanischer Basketballspieler. Zwischen 1947 und 1958 spielte er in der NBA für die Mannschaften der Chicago Stags, Philadelphia Warriors, Fort Wayne Pistons und Boston Celtics. Phillip war 1,88 m groß und spielte auf der Position des Point Guard. Er gilt neben Bob Cousy und Dick McGuire als einer der besten Spielmacher der 1950er Jahre.
Philipp wurde 1961 für seine Karriereleistung als Spieler in die Naismith Memorial Basketball Hall of Fame aufgenommen. Er war fünffacher All-Star in der BAA und NBA, gewann mit den Boston Celtics 1957 den NBA-Titel und ging in die NBA-Geschichte als erster Passgeber mit mehr als 500 Assists in nur einer Spielzeit (1952) ein.